# Bombe baril

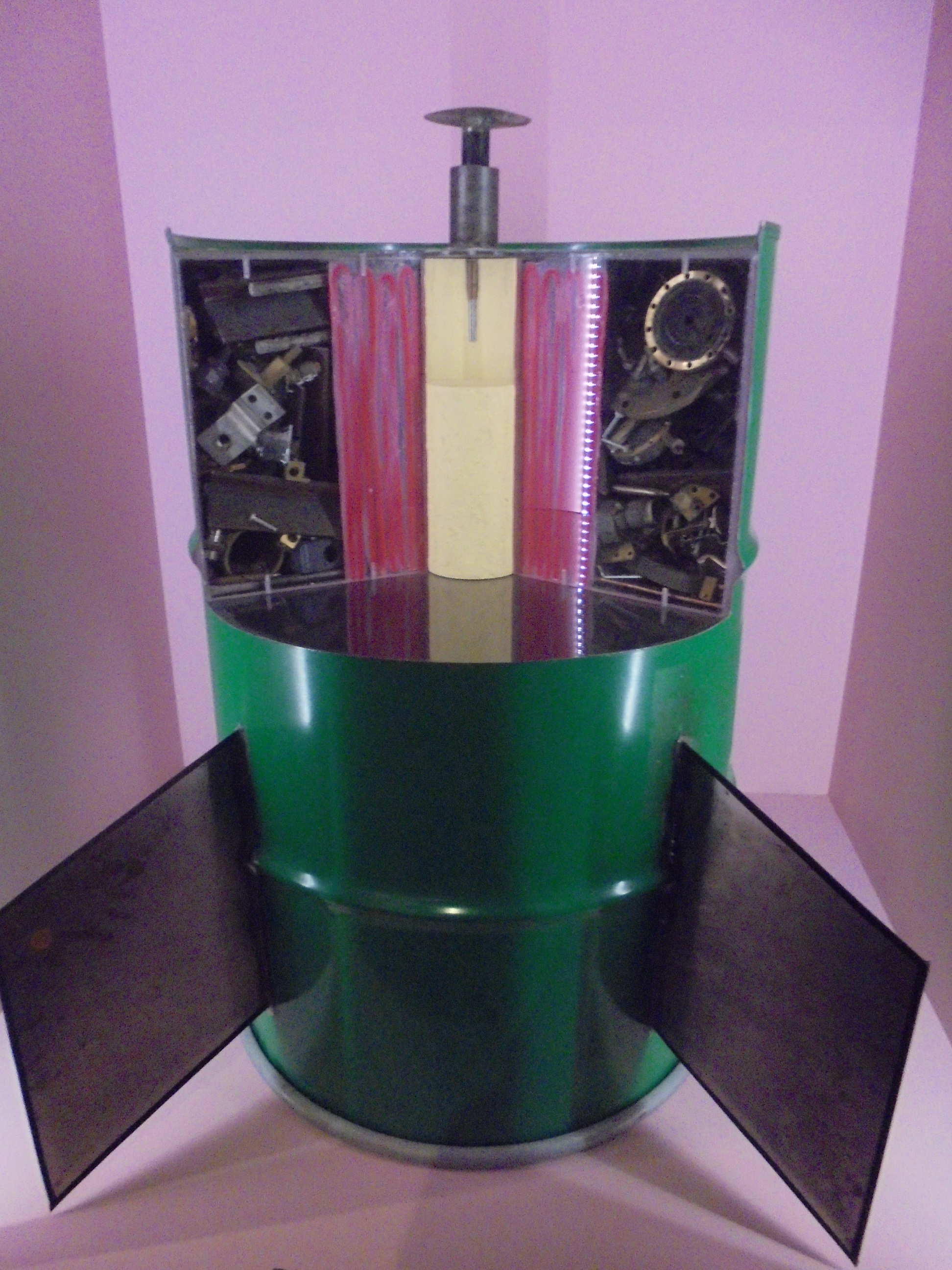
Réplique d'une bombe-baril au Imperial War Museum de Londres

Une bombe baril est un engin explosif improvisé qui consiste en un baril rempli d’explosifs, de gaz, de combustible et de ferraille. Elles sont généralement lancées depuis un hélicoptère, mais peuvent l'être également depuis un avion. Leur trajectoire est incertaine et les dégâts importants. L’armée soudanaise les utilise depuis les années 2000, et l’armée gouvernementale syrienne en fait une utilisation intensive durant la guerre civile syrienne, généralement larguées depuis des hélicoptères et parfois même couplées avec du gaz utilisé comme arme chimique, comme le chlore,,,.
Au printemps 2022, lors de l'invasion de l'Ukraine par la Russie, les services de renseignement européens affirment qu'une cinquantaine d'experts syriens de la fabrication ou du largage de bombes barils sont en Russie pour préparer une campagne de bombardement aux barils d'explosifs, similaire à celles menées en Syrie, en Ukraine, faisant craindre également l'emploi d'armes chimiques. Cependant cette campagne est annulée car la Russie n'obtient pas la suprématie aérienne : les forces ukrainiennes peuvent toujours abattre en vol des hélicoptères transportant des bombes barils, contrairement à l'opposition armée à Bachar el-Assad, dépourvue de défense anti-aérienne.